# 微壓波噪音
微壓波噪音（英語：Micro-pressure wave noise，又俗稱為）指在高速運行的列車進入隧道撞擊隧道內空氣產生高壓波，該高壓波往隧道下游以空氣之音速傳遞，而形成隧道空氣之活塞效應，當壓力波抵達下游隧道口且衝出隧道口外，因空間突然擴大，而產生微壓波，該微壓波經常會伴隨著令人不悅的噪音，稱為微壓波噪音。

## 微壓波噪音的發現
日本於1940年便開始著手興建子彈列車線，後因第二次世界大戰而停建。當东京爭取到主辦1964年奧林匹克運動會，需興建高速鐵路以紓解運輸之需求，迫在眉睫。因此，日本國鐵利用舊時殘留設施，於1959年開始興建新幹線，並於奧運開幕前營運，成為世界上第一條高速鐵路，當時列車車速為每小時200公里。嗣因新幹線之行駛而發現微壓波（英語：Micro Pressure Wave）噪音之物理現象，日本國鐵隨即謀求改善。

## 微壓波噪音問題之解決

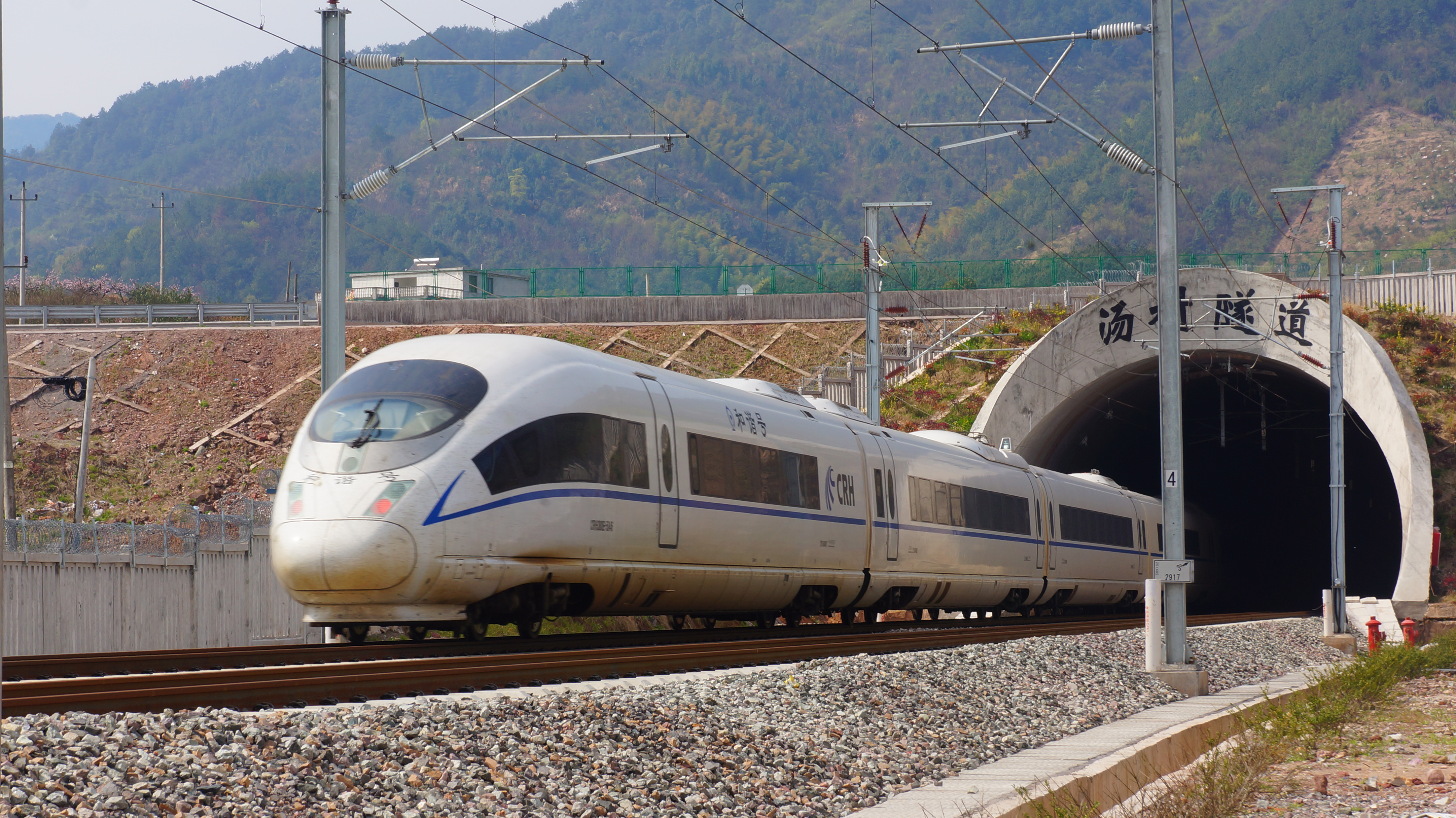
採用隧道口漸變斷面之隧道

在隧道出入口可採用隧道口漸變斷面，或設置開孔之假隧道，或者直接加大隧道斷面尺寸，或適當的設置豎井，或改變車頭形狀以減小車頭阻力係數等等方式，消減列車進入隧道產生之壓力波及微壓波強度。再則，可以採用更高級之列車，使列車車廂之氣密性更佳，而不易受到外在壓力變化之影響，或者使用機械方法調控車廂內之壓力，使旅客感覺更舒適。
增加隧道斷面積，將使隧道開挖費用大幅增加，且有可能降低隧道內空氣之更新量。增加列車車廂之氣密性，必須經常性維修車廂其花費較高。隧道入口處以漸擴設計及增設假隧道，在一長隧道有時並無法產生功效。降低車頭之阻力係數，所能達到降低壓力的程度有其極限。增設豎井，其所需費用亦相當昂貴。
鐵路道床之改變，對微壓波噪音也會產生影響。德國在2002年前之隧道都為有路渣道床，當時並無微壓波噪音之問題，隨後修建之鐵路改為固定道床便產生微压波噪音之問題。

## 微壓波噪音之數值模擬
隧道內活塞效應之空氣動力可藉由一維或一維與三維結合之模式精確模擬。利用上述模式計算隧道口之壓力變化梯度，再藉由半經驗公式求取隧道口外特定一點之壓力變化量，以噪音及壓力之能量公式，求得該處之噪音量。

## 延伸閱讀
- 活塞效应
- 黃國倫，〈列車進入長隧道之微波噪音分析 （页面存档备份，存于）〉，《中興工程第97期》，2007年10月。